# 青山站 (京畿道)
青山站（：／ Cheongsan yeok */?）是首都圈電鐵1號線京元線路段沿線的一座鐵路車站，位於韓國京畿道涟川郡哨城里。

## 車站結構

### 月台配置
| ↑ 逍遙山 |
| 月台 \|  |
| 漢灘江 ↓ |

| 月台 | 路線   | 目的地               |
| ---- | ------ | -------------------- |
| 月台 | 京元線 | 東豆川、白馬高地方向 |

## 历史
- 1950年10月5日：京畿道抱川郡青山面（朝鲜语：청산면 (연천군)）哨城里成為聯合國軍軍需品裝卸站，開始營業。
- 1953年9月10日：移交予鐵道廳。
- 1959年8月10日：升格為普通站。
- 2008年12月1日：指定為乘車券車內處理站，鐵道乘車券終端機拆去。
- 2011年7月28日：受集中豪雨影響，軌道流失，營業暫時中斷，觀光與貨物列車也只運行至此站。
- 2012年3月21日：哨城鐵橋完工，通勤列車恢復運行的同時單向減班至1日6編。
- 2012年7月1日：通勤列車運行編數增編
- 2014年10月31日：首都圈電鐵1號線複線電氣化開工。
- 2018年7月2日：京元線漣川－白馬高地路段軌道進行改善工程，通勤列車只運行至漣川站。
- 2022年1月：預定站舍移前。
- 2023年11月21日：站名由哨城里站改为青山站

## 车站周边
- 哨城福祉会馆
- 青山面事務所